# 개흥
개흥(開興, 1232년 1월 ~ 4월)은 금나라 애종(哀宗) 완안 수서(完顔 守緖)의 두번째 연호이다. 3개월 가량 사용하였다.

## 개원
- 정대(正大) 9년 1월 19일[1](1232년 2월 11일)에 연호를 개흥(開興)으로 개원함.[2][3][4]

- 개흥(開興) 원년 4월 14일[5](1232년 5월 5일)에 연호를 천흥(天興)으로 개원함.[2][3][4]

## 연대 대조표
| 개흥       | 원년           |
| 서기(西紀) | 1232년         |
| 간지(干支) | 임진(壬辰)     |
| 남송(南宋) | 소정(紹定) 5년 |

## 동시대 연호

### 중국
송(宋)
- 소정(紹定) (1228년 ~ 1233년)

대리국(大理國)
- 인수(仁壽) (1227년 ~ 1238년)

동진(東眞)
- 대동(大同) (1224년 ~ 1233년)

### 베트남
- 끼엔쭝(建中) (1225년 ~ 1232년)

### 일본
- 간키(寬喜) (1229년 ~ 1232년)
- 조에이(貞永) (1232년 ~ 1233년)

## 같이 보기
- 중국의 연호 목록